# Политология
Политологията е социална наука, която изучава теорията и практиката на политиката, анализира политическите системи и политическото поведение. Политолозите „се чувстват въвлечени в разкриването на подлежащите на политическите събития и условия отношения. И на базата на тези откривания, те се опитват да конструират общи принципи за начина, по който светът на политиката работи“. Политологията се пресича с други научни полета, включително антропология, държавна политика, национална политика, икономика, международни отношения, сравнителна политология, психология, социология, история, право и политическа теория.

## Област и предмет на изучаване
Политологията се занимава със съжителството на хората, като изследва как то се регулира или би трябвало да се регулира. Традицинно политологията е силно нормативно насочена. Тази тенденция започва още от Платон. Днес описателната част също е силно застъпена.
Един от основните проблеми е кои части от междучовешкото съжителство са или трябва да са част от предмета. Тук има 2 мнения. Едното дефинира политологията като „широк“ термин, т.е. тя обхваща всичките социални отношения. Другата дефиниция е „тясна“ – тя аргументира, че политиката трябва да се концентрира върху обществената сфера в аристотеловия смисъл. Проблеми има и при сливането на двете сфери. По време на силните феминистки движения (най-вече в САЩ през 1970-те години) изведнъж домашният/частният живот (оикос) става предмет на ежедневната политика.

## История на изследванията по политически науки
Първите стъпки са направени в САЩ края на XIX век. Почват със създаването на училища за обучение на админстрацията. През първата половина на XX век науката за проучване на публичното мнение става част от политологията („бихейвиоризъм“). В континетална Европа преди Втората световна война „Франкфуртското училище“, от което произлизат известни политолози като Юрген Хабермас, е най-реномираният институт, занимаващ се с тази наука.
След Втората световна война американците налагат политологията в Германия, и донякъде в Австрия, като „наука за демокрацията“ с цел да подсилят демократичното съзнание и процеси.
В България политологията започва да се развива интензивно и е институционализирана като отделна наука през 80-те години на ХХ век, т.е. преди промените от 1989 г. В действителност политически науки в България започват да се преподават още в първата половина на XX век. През 1920 г. в София е създаден Свободен университет за политически и стопански науки (днес УНСС). В учебните програми на университета са включени редица дисциплини, свързани с изучаването на политическите процеси в близкоизточните и славянските страни. Началото на самостоятелната наука „политология“ се свързва със създаването през 1981 г. на Проблемна научноизследователска лаборатория за изучаване на политическия живот (ПНИЛ) от проф. Минчо Семов във Философски факултет на Софийския университет „Св. Климент Охридски“ и малко по-късно създаването на отделна нова университетска специалност (първоначално наречена „политикознание“) през 1986 г. като катедра отново в Софийския университет от проф. Семов в сътрудничество с проф. (тогава доцент) Димитър Иванов, доц. Христо Кьосев, доц. дпн Горан Горанов и проф. (тогава главен асистент) Тодор Танев, които формират и първоначалния състав на катедрата. През 1991 г. се създава Българска асоциация по политически науки като професионално сдружение на политолозите. През 1990 г. в УНСС се създава втората за страната катедра „Политология“, която през 1996 г. става първата българска катедра по политология член на Европейския консорциум по политически изследвания, през 1999 г. списание „European Journal of Political Research“ я определя като една от най-значимите в Югоизточна Европа, през 2009 г. Професионалното направление „Политически науки“ в УНСС е акредитирано с най-високата оценка. След 1990 политология се изучава още и във Великотърновския университет, Нов български университет, и Варненския свободен университет. През 1991 г. се създава отедлен Специализиран научен съвет по политология към ВАК, който по-късно е преобразуван в съвет по политология, социология и наукознание, за да възвърне първоначалната си форма на научен съвет по политология след 2002 г. Характерни теми, разработвани от българските политолози са: промените след 1989 г., парламентарните избори в страната, политическите партии, политическата власт, аспекти на европеистиката, политическата култура в България и други.

## Изследвания по политически науки
Модерната политология, която е предмет на изследване в университетите и други академични общности може да се обобщи в няколко основни теми:
- Сравнителна политология – предмет на изследваната област е сравняване на различни форми на управление (политически системи) в различни среди.
- Политическа философия – фокусира се върху изучаването на политическата философия.
- Международни отношения – фокусира се върху изследването на динамиката на отношенията между страните.
- Политическа икономия – изследва точките на пресичане на икономиката и политиката.
- Публична администрация и Държавна политика – ангажира се с проучването на разработване на политики в областта на публичния сектор практическа реализация и анализ.
- Национална сигурност – изследователска област, която се фокусира върху стратегическото мислене – сигурността на държавно ниво.

Като един от най-новите клонове на политическата наука се очертава научната дисциплина европейска интеграция, която като научна област включва изследването на политическите теории за интеграционните процеси в Европа, политическите институции на интеграцията, политическите отношения, както и редица други проблеми от правен и икономически аспект.
Политологията изучава и политическата култура, която дава по-всеобхватно обяснение на политиката и политическите процеси. Политическата култура е вид избор в ситуация (политическа), при който се осъществява защита на определен тип исторически значим начин на живот. Изборът се основава не само на интереси и на изгода, а и на ценности, които представляват ситуационно активирани принципи. Става въпрос не за прост рационален избор (на партия например), а за културнорационален избор, обединяващ интересите и ценностите.

## Термини
Тъй като в политологията английският силно доминира, се използват много английски термини, които нямат пряк превод. Най-важното различаване трябва да се прави при самата дума „политика“ – на аглийски тя е в 3 вида:
- politics – процесуалното ниво на политиката (конфликти, дебати, спорове, търсене на консенсус);
- policy – съдържанието на политиката (икономическа, социална политика и т.н.);
- polity – институционалното ниво на политиката (конституция, парламент, министерства и т.н.)